# Good Luck!!
Good Luck!! (グッドラック！！?, Guddo Rakku!!) è un dorama stagionale giapponese del 2003 con protagonisti Takuya Kimura e Kō Shibasaki.
La storia ruota intorno a un pilota emergente, Hajime Shinkai, il quale via via si trova a dover interpretare le proprie interazioni con gli altri mentre avanza lungo la strada per diventare un capitano aereo. Come è comune in molte serie drammatiche giapponesi, anche qui viene mescolato dramma e romanticismo con elementi comici.
Questa serie televisiva sottolinea anche la difficoltà di essere un pilota od appartenere ad un equipaggio di cabina, la natura seria ricolma di responsabilità dell'industria in cui si trovano ad operare, che mette per ogni viaggio migliaia di vite nelle sue mani.